# Liu Song (tenista de mesa)
Liu Song (Guangxi, China, 12 de mayo de 1972) es un extenista de mesa argentino nacido en China. En 2011, ganó la medalla de oro individual en tenis de mesa en los Juegos Panamericanos y ha obtenido varios campeonatos latinoamericanos individuales y por equipo. Becado por la Secretaría de Deportes de la Nación.

## Biografía
Nacido en la región de Guangxi, China, comenzó a practicar tenis de mesa en su país natal a los nueve años. Cursó sus estudios en una escuela especial para deportistas y llegó a alcanzar el octavo lugar en el ranking nacional chino del deporte. Entre 1990 y 1994 integró el seleccionado nacional chino, y en 1991 logró el campeonato nacional individual júnior de China.
En 1990, su familia se trasladó hacia Argentina, afincándose en el barrio de Floresta, en la ciudad de Buenos Aires, donde establecieron una lavandería. Cinco años después, Song siguió los pasos de su familia. Adoptó la nacionalidad argentina, país al que siempre representó en las competencias internacionales y comenzó a entrenar en el Centro Nacional de Alto Rendimiento Deportivo. Su primer triunfo importante en esta etapa fue el torneo Open de Brasil en 1995; en 1996 fue semifinalista en el US Open, en Estados Unidos. Ganó los campeonatos argentinos en forma continuada entre 1995 y 2001, pero ya en 1997 comenzó a alternar su lugar de residencia entre la Argentina y Europa para jugar profesionalmente. En la temporada 1997/98 fue campeón por equipos de segunda división en Alemania; jugó luego en Croacia, donde fue campeón de primera división por equipos en 1999 y 2001, y obtuvo la Copa de Europa por equipos de 2000 y 2001 con el Zagreb. Pasó luego a Burdeos, Francia donde residió desde 2001, compitiendo para el equipo local SAG Cestas de la primera división francesa. Casi sobre el final de su carrera, con 39 años de edad, obtuvo la medalla de oro individual en los Juegos Panamericanos 2011 en Guadalajara, México.

## Juegos Olímpicos
Liu representó a Argentina en los Juegos Olímpicos de Sídney 2000,  Atenas 2004, Beijing 2008 y Londres 2012. Su mejor actuación tuvo lugar en Atenas 2004, donde llegó a los 32avos de final. Su medalla de oro en los Juegos Panamericanos de 2011 le dio automáticamente la clasificación a su cuarto juego olímpico.

## Juegos Panamericanos
Liu formó parte del equipo nacional de su país de adopción en los Juegos Panamericanos de Winnipeg 1999, donde obtuvo dos medallas de plata individual y por equipos; Santo Domingo 2003, logrando dos medallas de bronce en las categorías individual y dobles; Río de Janeiro 2007, donde nuevamente fue medalla de plata individual y por equipos; y Guadalajara 2011, donde obtuvo la medalla de oro individual y la de plata por equipos.

## Campeonato Mundial
Representando a la Argentina participó en los Campeonatos Mundiales de Tenis de Mesa de Mánchester (1997), Eindhoven (1999), Kuala Lumpur (2000), Osaka (2001), París (2003), Shanghái (2005), Bremen (2006), Zagreb (2007), Guangzhou (2008), Yokohama (2009), Moscú (2010) y Róterdam (2011). Su mejor actuación individual fue llegar a dieciseisavos de final en Zagreb, y por equipos el 34º puesto obtenido en Bremen.

## Copa del Mundo
En la Copa del Mundo de Tenis de Mesa, competencia individual, participó en las ediciones de 1998 en Shantou, 1999 en Xiaolan, 2006 en París, 2007 en Barcelona y 2011 en Magdeburg. En Barcelona tuvo su mejor resultado, disputando la ronda por el noveno al duodécimo puesto.

## Campeonatos latinoamericanos
Compitió en los Campeonatos Latinoamericanos de Tenis de Mesa de la ITTF de 1998 en México, D.F., 2000 en Coquimbo, 2002 en Santo Domingo (solo en individuales), 2003 en San Salvador, 2004 en Valdivia, 2005 en Punta del Este, 2006 en Medellín, 2007 en Guarulhos, 2008 en  Santo Domingo, 2010 en  Cancún (solo en individuales) y 2011 en Guadalajara . En la categoría individual obtuvo cinco primeros puestos, dos segundos y fue semifinalista en los restantes. En dobles ganó en cuatro ocasiones, fue segundo en otras dos y semifinalista en las restantes ocasiones en que participó; y por equipos obtuvo un título y seis segundos puestos.

## Otras competencias
Además de las competencias de ITTF y los campeonatos profesionales en Europa, logró otras victorias importantes como los XII Juegos de Ramadan en Abu Dhabi (2008), la Butterfly Baltic Cup en Tallin (2009) y la Copa Intercontinental de 2010 en Magdeburg.